# Гошка Дацов
Гошка Савов Дацов е български живописец, един от първите художници-символисти в България.

## Биография и творчество
През 1907 г. участва в групова изложба в София заедно с Никола Михайлов, Петър Морозов и Анна Хен-Йосифова. Завършва Художествената академия в Рим, пътува из Франция и Белгия. През 1914 г. се завръща в България и организира изложба с платната си, нарисувани в странство.
По време на Първата световна война е мобилизиран като военен художник към Четвърта дивизия. До смъртта си на македонския фронт през 1917 г. над оставя над 300 скици с молив и 20 картини от фронта, сред които по-известно е платното „Разрушеният мост при Княжевац“ (1915).
Освен батална живопис, Дацов оставя и множество колоритни пейзажи, фигурални композиции, актове и натюрморти с цветя. Известни негови картини са „Дама в червено“ (1914), „Самарянка“ (1913),
„Сънят на Мария Магдалена“ (1914), „При залез“ (1914), „Хармония“ (ок. 1914), „Танц“, „Саломе“, „Голо тяло“, „Благовещение“, „Тъга“, „Молитва“, „Италиански мотив“, „Терзание“, „Безутешна“, „Пробуждане“, „Пламъци“.
През 1922 г. е организирана посмъртна изложба, в които са показани над 200 произведения на Гошка Дацов. Днес негови творби са притежание на Националната художествена галерия, градската художествена галерия в Пловдив, и други галерии в България.